# Dampfiella luzonica
Dampfiella luzonica är en kvalsterart som beskrevs av Corpuz-Raros 1997. Dampfiella luzonica ingår i släktet Dampfiella och familjen Dampfiellidae. Inga underarter finns listade i Catalogue of Life.